# 立法院國會圖書館
25°02′38″N 121°31′10″E / 25.0438°N 121.5195°E
立法院國會圖書館，是中華民國立法院附屬的圖書館，位於台灣台北市中正區中山南路一號。囿於立法院的空間限制，該館無法擁有獨立館舍，其閱覽室分布在三個樓層。其服務對象主要是立法委員、國會職工及助理、國會記者，其次開放政府機關人員、獲同意函的學術單位人員，及持有中華圖書資訊館際合作閱覽證者入館閱覽，對一般民眾則提供利用其網站查詢議事資訊，如預算和法案審議、問政紀錄、會議紀錄等資料的服務。

## 沿革
立法院國會圖書館成立於1999年1月，前身是立法院秘書處圖書資料室。該年推動「國會五大改革法案」，於《立法院組織法》第十五條將圖書資料室升格為國會圖書館，成為院內一級單位。
立法院國會圖書館分為三科：
- 第一科「圖書期刊借閱」（位於B1），負責圖書文獻、期刊論文、政府出版品、多媒體等資料。
- 第二科「新聞輿情檢索」（位於4F），負責新聞專題、 剪報、新聞知識管理系統。
- 第三科「立法資源檢索」（位於3F），負責中外文法規、政府公報、參考工具書、立法院問政紀錄檢索、立法院會議紀錄檢索、立法院法案審查過程檢索、中外文資料庫檢索、館際合作。

## 掌理事項
根據《立法院組織法》第二十二條規定，國會圖書館掌理下列事項：
1. 關於立法書刊光碟資料之蒐集、管理及運用事項
2. 關於立法報章資料之蒐集、管理及運用事項
3. 關於立法資料之分析、研究、檢索及參考事項
4. 關於立法出版品之編纂及交換事項
5. 關於國會圖書館館際合作事項
6. 其他有關圖書館研究、發展及服務事項。

## 各項功能與特色
立法院國會圖書館的立法院智庫，是立法院圖書館自行研發的一系列資訊系統，是立法院知識管理的具體呈現，可追蹤法案、掌握最新立法動態與國會相關資訊，可以分享即時性、便捷性與公開化的立法資訊。
以傳統圖書館角色而言，立法院國會圖書館提供服務圖書文獻、期刊資料、報紙、政府公報、新聞資料、參考工具書、立法院公報、立法院議事日程、法律政治類書籍、中外文法規等資料。
立法院國會圖書館的網站於1999年9月開始架設，其內容包括十大項：立法資源、立委問政、焦點議題、國會新聞、館藏資源、立法智庫、數位資訊、線上服務、參考指南、隨選訂閱等。自2002年改版之後的網站增加英文版，其內容有：國會資訊、國會圖書館介紹、組織與架構、核心服務、網站地圖等。

## 國會圖書館的出版品
國會圖書館所發行的出版品有《立法院國會圖書館服務簡介》、《國會圖書館館訊》、《立法報章資料專輯》、《法律沿革全書補編》、《立法報章資料專題索引》等。

## 外部連結
- 立法院圖書館網站 （页面存档备份，存于）（中文）（英文）
- 國會圖書館 - 立法院單位介紹 （页面存档备份，存于）
- 立法院國會圖書館導覽 （页面存档备份，存于）
- 立法院國會圖書館館藏發展政策  （页面存档备份，存于）